# Clint Jones
Clint Jones (né le 5 octobre 1984) est un ancien sauteur à ski américain.

## Palmarès

### Jeux Olympiques
| Épreuve / Édition | Salt Lake City 2002 | Turin 2006 |
| Petit Tremplin    |                     | 47e        |
| Grand Tremplin    | 42e                 |            |
| Par Equipes       | 11e                 | 14e        |

### Championnats du monde
| Épreuve / Édition | Lahti 2001 | Val di Fiemme 2003 | Oberstdorf 2005 |
| Petit Tremplin    | 37e        | 32e                | 32e             |
| Grand Tremplin    | 38e        | 40e                |                 |

### Championnats du monde de vol à ski
| Épreuve / Édition | Harrachov 2002 | Planica 2004 |
| Individuel        | 38e            | 22e          |

### Coupe du monde
- Meilleur classement final: 47e en 2002.
- Meilleur résultat: 9e.

### Grand Prix d'été
- 3e du classement final en 2002.